# ゾンビ処刑人
『ゾンビ処刑人』（ゾンビしょけいにん、原題: The Revenant）は、2009年のアメリカ合衆国の映画作品。
原題のThe Revenantは動く死体や幽霊を意味しており、主人公バートが吸血鬼とゾンビの特徴を併せ持っていることに気が付いた、彼の友人ジョーイがバートの状態を定義したことからきている。

## あらすじ
イラク派兵で謎の死を遂げたバートの葬列に参加した、彼の恋人ジャネットと彼の友人のジョーイは、バートの様子がおかしいことに気付いた。
動き出したバートはジョーイに救いを求めた。その時バートは空腹を覚えるが、普通の食事は受け付けられず、生き血を摂取しないと肉体が腐ってしまうことが判明した。
コリアタウンでビールを買いに行った帰り、二人は偶然その場にいた悪党をやっつけたことから、悪を一掃するついでに生き血を摂取しようという考えに至った。

## キャスト
| 役名           | 俳優                     | 日本語吹替 |
| -------------- | ------------------------ | ---------- |
| バート         | デイヴィッド・アンダース | 横島亘     |
| ジョーイ       | クリス・ワイルド         | 茶風林     |
| ジャネット     | ルイーズ・グリフィス     |            |
| ミゲル         | エミリアーノ・トーレス   |            |
| マティ         | ジェイシー・キング       |            |
| マーティ・キム | クリント・ジュン         | 柏野昌俊   |
| ベイリー       | エリック・ペイン         | 金子修     |

- その他吹き替え：田丸裕臣、山崎佑実、大町朋裕、河合みのる、中道美穂子、喜代原まり 、板取政明